# Berufsvereinigung Filmton
Die Berufsvereinigung Filmton e. V. (bvft) ist ein Berufsverband für Filmtonschaffende in Deutschland.

## Geschichte
Die bvft wurde 2003 mit Sitz in Berlin gegründet. Im September 2008 wurde eine Regionalgruppe in Nordrhein-Westfalen gegründet, im Juni 2011 eine Regionalgruppe in Bayern.  Die bvft ist seit 2009 vertraglicher Kooperationspartner der Vereinten Dienstleistungsgewerkschaft ver.di.

## Ziele
Ziel der Berufsvereinigung Filmton ist es, die Bedeutung des Filmtons als elementare Ebene des Films in der Branche zu stärken. Die bvft setzt sich zudem für die Wertschätzung des Filmtons gegenüber Fernsehsendern, der Filmwirtschaft und -politik und in der Öffentlichkeit ein. Sie sieht sich als  Plattform für Kommunikation und Expertise für technische, kreative und rechtliche Themen und bietet ihren Mitgliedern Serviceleistungen.
Die Interessenvertretung der Filmtonschaffenden erfolgt hauptsächlich durch ehrenamtliche Gremien- und Verbandsarbeit. Dabei wird der Verein durch einen Anwalt für Urheber- und Medienrecht beraten, der den Mitgliedern auch für eine  Erstberatung zur Verfügung steht. Die bvft steht im Austausch mit anderen Verbänden im In- und Ausland. Sie ist Mitglied der APWPT, sowie Kooperationspartnerin der ver.di.
Ein zentrales Thema der bvft ist die Anerkennung der Urheberschaft von Filmtonschaffenden. Dies wurde 2014 durch den Ergänzungstarifvertrag Erlösbeteiligung Kinofilm erstmals in Teilen erreicht.
Mit ihrem Sitz im Tarifausschuss der Gewerkschaft ver.di, durch den sie an Tarifverhandlungen zum Tarifvertrag für auf Produktionsdauer beschäftigte Film- und Fernsehschaffende (TV FFS) teilnimmt, engagiert sich die bvft  für eine faire Vergütung der Filmtonschaffenden. 2018 konnte erstmals eine Verankerung des Berufsbilds Sounddesign im Tarifvertrag FFS erreicht werden. Zudem gibt sie die jährlich aktualisierte  bvft-Gagenempfehlung heraus. Diese bietet Richtwerte zu Mindestgagen für Freiberufliche und Angestellte in der Filmtonproduktion und -postproduktion.
Regelmäßige Aktivitäten der bvft sind Werkstattgespräche auf Filmfestivals, Informationsveranstaltungen zu aktuellen Themen und die jährliche Herausgabe des bvft  Filmton Guides. Dieser präsentiert die Mitglieder der bvft und unterstützt Produktion, Regie und Postproduktionshäuser bei der Suche nach geeigneten Filmtonschaffenden. Darüber hinaus bietet er  Informationen  um die Filmtongestaltung.